# Bệnh nhão da
Cutis laxa (còn được gọi là: "Chalazoderma," "Dermatochalasia", "Dermatolysis," "Dermatomegaly", "Generalized elastolysis", "Generalized elastorrhexis,"  và "Pachydermatocele" ). Là một loại bệnh gây rối loạn mô liên kết. Thuật ngữ "Cutis laxa" trong tiếng Latin có nghĩa là da nhão và lỏng lẻo, thường được dùng để miêu tả loại da bị xệ và không đàn hồi.
Đây là một loại bệnh hiếm gặp và trên toàn thế giới chỉ có khoảng 200 gia đình có người bị mắc phải. Ngoài khuôn mặt, bệnh nhão da còn tác động tới mô liên kết ở các bộ phận khác trên cơ thể, bao gồm tim, các mạch máu, khớp, ruột và phổi.

## Nguyên nhân
Trong hầu hết các trường hợp, cutis laxa là do di truyền. Cutis laxa có thể bị gây ra bởi đột biến ở các gen: ELN, ATP6V0A2,, ATP7A, FBLN4, FBLN5, và PYCR1 [8] liên quan đến hội chứng neurocutaneous, đột biến trong ALDH18A1 gen P5CS aka .

## Liên kết
- Bản mẫu:DermAtlas
- GeneReviews/NCBI/NIH/UW entry on FBLN5-Related Cutis Laxa
- GeneReviews/NCBI/NIH/UW entry on ATP6V0A2-Related Cutis Laxa
- GeneReview/NCBI/NIH/UW entry on EFEMP2-Related Cutis Laxa
- GeneReviews/NIH/NCBI/UW entry on ATP7A-Related Copper Transport Disorders
- Medscape entry on Cutis Laxa